# کینتانییا د لا ماتا
کینتانییا د لا ماتا (به اسپانیایی: Quintanilla de la Mata) یک شهرستان در اسپانیا است.